# 中国人民解放军“1953式”军车号牌
中国人民解放军“1953式”军车号牌，简称“53式”军车号牌，为中国人民解放军于1956年1月至1984年7月使用的军用车辆号牌系统，为解放军的第二代军车号牌，前任是中国人民解放军“1951式”军车号牌。
自1956年1月起，中国人民解放军全军正式启用“1953式”新军车号牌，原“1951式”军车号牌即行废止。

## 样式
“1953式”号牌分大车和小车号牌，由军区、兵种和序号组成，牌面为白底红字：
- 军区：由“军”字组成
- 兵种：由天干地支表示（首次使用天干地支表示军兵种）
- 序号：大车及小车号牌均为5位阿拉伯数字